# Bogatyje Saby
Bogatyje Saby – osiedle typu miejskiego w Rosji, w Tatarstanie. W 2010 roku liczyło 7671 mieszkańców.